# Віддалене робоче місце в Інтернеті
Віддалене робоче місце в Інтернеті — це функція сервера для малого бізнесу Microsoft, Windows Home Server 2011 та середнього розміру продукту, орієнтованого на бізнес, Windows Essential Business Server, який дає змогу що існує користувачам увійти в інтерфейс малого інтерфейсу для маленьких. бізнес / домашній сервер. 
Після входу в віддалений робочий простір на вебсайті (використовуючи звичайне ім’я користувача та пароль Windows домену), користувач може отримати доступ до ввімкнених функцій сервера малого бізнесу або сервера Essential Business, таких як вебдодаток Outlook, перегляд сторінок SharePoint та (якщо машина працює і дозволяє це) повне віддалене управління клієнтськими машинами, підключеними до мережі сервера. 

## Доступ за межами місця
Віддалене робоче місце в Інтернеті - це функція сервера для малого бізнесу Windows, Windows Home Server 2011 та сервера Windows Essential Business Server, що дозволяє користувачам отримувати доступ до об'єктів, коли вони є поза межами вебсайту, наприклад, електронною поштою, читанням / зміною загальних календарів та віддаленим керуванням машиною, як ніби вони сидять перед нею. 

## Параметри підключення
Під час входу в віддалене робоче місце на вебсайті користувачі можуть вибрати швидкість їх з'єднання, яка потім оптимізує функції з'єднання. Опції: Мережа малого бізнесу (Інтранет), широкосмуговий, 56 кбіт / с модем і 28 кбіт / с модем. 

## Засоби доступу
Віддалене вебробоче місце - це вебдодаток, доступ до якого здійснюється через веббраузер. Для управління віддаленими комп’ютерами користувачеві потрібно один раз встановити в свій веббраузер "Пульт дистанційного управління ActiveX ", і підтримується лише Internet Explorer. 
RWW працює за допомогою підключення до віддаленого робочого столу через порт 4125 / tcp на більш ранніх версіях SBS та через порт 443 / tcp у поточних версіях SBS до звичайного порту RDP (3389 / tcp) на внутрішньому клієнті або серверній машині, до якого звертається. В якості міри безпеки порт 4125 / tcp та / або порт 443 / tcp зазвичай не прослуховує вхідні з'єднання. Служба шлюзу RDP приймає з'єднання лише з IP-адреси користувача, який запитав сеанс RDP через вебінтерфейс GUI. Усі інші запити на з'єднання будуть ігноровані, створюючи помилки "З'єднання відмовлено". Встановлений прокси-сеанс RDP триває, поки таймер бездіяльності сеансу не припинить з'єднання або користувач не відключиться. Звичайний RDP-порт 3389 / tcp ніколи не потрапляє в Інтернет для сеансів RDP, встановлених RWW. 